# Duvesjön, Västergötland
Duvesjön är en sjö i Borås kommun i Västergötland och ingår i Viskans huvudavrinningsområde. Sjön är 3 meter djup, har en yta på 0,005 kvadratkilometer och är belägen 134 meter över havet.